# 生物分類法
生物分类法（英語：Taxonomy），又稱科學分類法，是用生物分类学方法來對生物的物種分组和歸類的辦法。这有助于我们理解和组织生物多样性，以及描述和识别不同生物种类之间的关系，以级别为基础的系统层次结构中使用的一个固定数量的层次，域、界、門、綱、目、科、屬和種。无级别系统使用任意数量的层次。分类的群体被称为分类单元。
現代生物分類法源於林奈的系統，他根據物種共有的生理特徵分類。在林奈之後，根據達爾文關於共同祖先的原則，此系統被逐漸改進。近年來，分子系統對學應用了生物信息學方法分析基因體DNA，正在大幅改動很多原有的分類。
生物分類法屬於系統分類學。

## 現代發展
儘管林奈當時對生物分類只是爲了方便鑒別，現在人們已經廣泛贊同分類應反映出達爾文關於共同祖先的原則。
隨著1960年代支序分類（cladistics），或稱分支學說（cladism）的出現，一個分類群被定位在演化樹的某個位置。如果一個分類群包括且僅包括某一個共同祖先的所有後代，稱其爲單系群（monophyly）；相對應的，若該分類群包括其共同祖先，但未包括其所有後代，則稱之爲並系群（paraphyly）；若該分類群不包括其最近共同祖先，則稱之爲複系群（polyphyly）。根據分支學說，一個自然分類應該是單系群而非並系群或複系群。
目前正在計劃一種新的命名法，稱做「PhyloCode」，用來處理演化支（clade）而非分類群（拉丁文taxon，複數taxa）。現在仍不清楚，這種新的命名法能否和其它的命名法則並存。
傳統的分類受到林奈的兩界說影響甚深。即把生物一律分為動物和植物，又以王國（界）來稱呼這兩大分類，可在二十世紀對於微生物和真菌的研究，便被發現其不適用。第一次突破兩界說是1925年厄多爾德雀頓以「王國（界）之上是帝國（域）」，借用政治和歷史上的概念，創立「域」的最大分類單位，依照所有生物細胞的有無核，將之分為真核生物和原核生物兩界。但本分類標準當時來說太過前衛了所以影響不大。
比較新的分類法中，域或稱總界是最高的單元。三域系統最初被創立於1990年，此後逐漸被學界承認。目前，大多數學者已經接受這個系統，但仍有一些學者遵循五界系統。三域系統的基本特徵是將原本在細菌界（或稱原核生物界(Monera)）中的古細菌和真細菌獨立成細菌域（Bacteria）和古菌域（Archaea）。還有一些學者將古細菌列爲第六個界但不接受三域系統。

## 早期分類系統
最早已知的對生命形式的分類系統由希臘哲學家亞里士多德所建立。他將動物根據運動方式（空中，陸上或水中）分類。1172年塞維利亞的法官伊本·路世德（ibn Rushd，即阿維羅伊Averroes）將亞里士多德的《論靈魂》（拉丁文de Anima）翻譯成阿拉伯文並刪節。其原始註解已佚，但由斯考特（Michael Scot）翻譯的拉丁文版本仍流傳。
在中國，明代李時珍（約1518–1593）在藥典《本草綱目》中，將生物藥材分爲草部、穀部、菜部、果部、木部、蟲部、鱗部、介部、禽部、獸部和人部。瑞士教授康拉德·格斯纳（Conrad Gesner, 1516–1565）將當時已知的生物進行了分析性的歸納。
新大陸的發現爲歐洲帶來了很多新奇的動物種類的描述和標本。在16世紀晚期和17世紀早期，人們開始對動物進行了詳細描述，先是人們熟悉的種類，隨後逐漸擴展，直到形成了基於解剖學基礎的足夠大的知識體系。這些解剖學知識主要來源於醫學解剖學家，隨後昆蟲學家和最初的顯微鏡學者將分類的範圍進一步擴大。

### 林奈氏分類法
卡爾·林奈（Carolus Linnaeus, 1707–1778）的巨著《自然系統》（拉丁文Systema Naturae）在其一生中被改編過12次（1735年第一版）。在此書中，自然界被劃分爲三個界：礦物、植物和動物。林奈用了四個分類等級：綱、目、屬和種。
林奈所建立了用於命名所有物種的學名的方法，並沿用至今。在林奈之前，命名一個物種需要很長的包括許多單詞的名稱，其中包括了對物種的描述，並且這些名稱不固定。林奈將物種名稱統一成兩個单词的拉丁文名稱，即學名，由此分開了命名法和分類法。這種生物命名的方法稱作雙名法，具體命名辦法和書寫規則參見雙名法條目。
目前，命名法由命名法規（Nomenclature Codes）所管理。命名包括了不同等級的分類單元的名稱。
儘管在漢語中，各物種及分類單元有對應的漢語名稱，但在學術上爲了方便交流和避免一物多名或一名多物的問題發生，所有國家仍通用拉丁語的命名法，物種的學名也專指雙名法的名稱。拉丁語的好處在於，它基本已經是一種“死語”，不再用作口語，因此相對穩定。

## 舉例
常见的五種细胞生物（果蠅、人、豌豆、釀酒酵母和大腸杆菌）的名稱和分類如下：
| 中文     | 英文                             | 拉丁文 (單數, 複數) | 果蠅                     | 人                      | 豌豆                        | 釀酒酵母                  | 大腸桿菌                       |
| -------- | -------------------------------- | ------------------- | ------------------------ | ----------------------- | --------------------------- | ------------------------- | ------------------------------ |
| 域；總界 | domain; superkingdom             |                     | 真核域 Eukarya           | 真核域 Eukarya          | 真核域 Eukarya              | 真核域 Eukarya            | 細菌域 Bacteria                |
| 界       | kingdom                          |                     | 動物界 Animalia          | 動物界 Animalia         | 植物界 Plantae              | 真菌界 Fungi              | 細菌界 Bacteria                |
| 門       | division（植物）; phylum（动物） |                     | 節肢動物門 Arthropoda    | 脊索動物門 Chordata     | 被子植物門 Magnoliophyta    | 子囊菌門 Ascomycota       | 變形菌門 Proteobacteria        |
| 亞門     | subdivision; subphylum           |                     | 六足亞門 Hexapoda        | 脊椎動物亞門 Vertebrata |                             |                           |                                |
| 綱       | class                            |                     | 昆蟲綱 Insecta           | 哺乳綱 Mammalia         | 雙子葉植物綱 Dicotyledoneae | 酵母綱 Saccharomycetes    | γ-變形菌綱 Gammaproteobacteria |
| 亞綱     | subclass                         |                     | 新翅亞綱 Neoptera        | 獸亞綱 Eutheria         | 薔薇亞綱 Rosidae            |                           |                                |
| 目       | order                            |                     | 雙翅目 Diptera           | 靈長目 Primates         | 豆目 Fabales                | 酵母目 Saccharomycetales  | 腸桿菌目 Enterobacteriales     |
| 亞目     | suborder                         |                     | 短角亞目 Brachycera      | 簡鼻亞目 Haplorrhini    |                             |                           |                                |
| 科       | family                           |                     | 果蠅科 Drosophilidae     | 人科 Hominidae          | 豆科 Fabaceae               | 酵母科 Saccharomycetaceae | 腸桿菌科 Enterobacteriaceae    |
| 亞科     | subfamily                        |                     | 果蠅亞科 Drosophilinae   | 人亞科 Homininae        | 蝶形花亞科 Faboideae        |                           |                                |
| 屬       | genus                            |                     | 果蠅屬 Drosophila        | 人屬 Homo               | 豌豆屬 Pisum                | 酵母屬 Saccharomyces      | 埃希氏菌屬 Escherichia         |
| 種       | species                          |                     | 黑腹果蠅 D. melanogaster | 智人 H. sapiens         | 豌豆 P. sativum             | 釀酒酵母 S. cerevisiae    | 大腸桿菌 E. coli               |

註：
- 表中很多分類尚有分歧，除細菌參照伯傑氏手冊的分類大綱外，其餘按照傳統分類，未有統一標準，謹作參考。
- 植物學和微生物學家用系統方法對較高級的分類單元命名，即用拉丁文中模式屬（type genus）屬名的詞幹加上標準的詞尾來命名這個單元（見下表）。例如，薔薇科的“科長”（即模式屬）是薔薇屬(Rosa)，其詞幹爲“Ros-”，則薔薇科的拉丁名即爲“Ros-”加上植物的科的後綴“-aceae”成爲“Rosaceae”。中文的大多數分類單元也是類似用法，但：
  1. 中文所用爲高級單元的取名的屬可能和拉丁文不同，如牻牛兒苗科(Geraniaceae)的中文名來源於牻牛兒苗屬(Erodium)，但其拉丁名來源於老鸛草屬(Geranium)。
  2. 拉丁名變更後中文名不一定變更。如脣形科拉丁名原根據形態命名爲Labiatae，現根據標準改爲Lamiaceae，取名源自野芝麻屬(Lamium)，中文也不必將脣形科改譯作“野芝麻科”。
- 動物學家通常只將類似命名法命名至科（包括總科）這一級，以上則多用描述法。

## 分类级别
- 爲了更細緻的分類，學者們在門、綱、目、科、屬、種之外加了很多附屬級別。最常用的是“亞-”（sub-），在正常級別之下，如“亞綱”、“亞科”等等。在正常級別之上則爲“總-”（super-），如“總目”。比“亞”更小的還有“下-”，或譯作“次-”（infra-）。但下目仍然要比總科大。此外，對於植物，在科和屬之間還有“族”（拉tribus, tribi，英tribe），屬之下還有“節”（拉sectio, sectiones，英section，組——大陸用詞、節——台灣用詞，常用於植物學），再往下還能有“系”（拉、英series, series）。比較完整的種之上的分類單元的次序爲（儘管目前大概沒有能把這些等級都用全的分類系統）：

域(總界) - 界 - 門 - 亞門 - 總綱 - 綱 - 亞綱 - 下綱 - 總目 - 目 - 亞目 - 下目 - 總科 - 科 - 亞科 - 族 - 亞族 - 屬 - 亞屬 - 節 - 亞節 - 系 - 亞系 - 種
- 在種之下，動植物還能分成“亞種”（subspecies，簡寫subsp.）和“變種”（拉varietas, varietates，英variety，簡寫var.），植物還能加上栽培品種名。比如現代智人的學名爲Homo sapiens subsp. sapiens，或者也可以直接省掉亞種簡寫直接寫成Homo sapiens sapiens。一種豌豆的變種的栽培品種可寫成Pisum sativum var. macrocarpon 'Snowbird'。對於細菌和古菌，在種之下則用“株”（英strain），如一株可以引起食物中毒的大腸杆菌菌株Escherichia coli O157:H7。注意只有屬之下的單位（包括亞種、變種）名用斜體，而屬級之上的單位、級別縮寫用正體。
- 病毒與朊毒體(Prion)尚未有明確的分類。
- 注意：中文中任何分類單元均不使用斜體。

### 动物的分类级别
- 界 Kingdom Animalia
  - 亚界 Subkingdom
    - 支 Branch
      - 下界 Infrakingdom
- 总门、超門 Superphylum
  - 门 Phylum
    - 亚门 Subphylum
      - 下门 Infraphylum
        - 小门 Microphylum
- 总纲 Superclass
  - 纲 Class
    - 亚纲 Subclass
      - 下纲 Infraclass
        - 小纲 Parvclass
- 总部 Superlegion
  - 部 Legion
    - 亚部 Sublegion
      - 下部 Infralegion
- 总群 Supercohort
  - 群 Cohort
    - 亚群 Subcohort
      - 下群 Infracohort
- 总派 Supersection
  - 派 Section
    - 亚派 Subsection
      - 下派 Infrasection
- 宏目 Gigaorder
  - 高目 Magnorder or Megaorder
    - 大目 Grandorder or Capaxorder
      - 上目 Mirorder or Hyperorder
        - 总目 Superorder（一些分类学者将总目置于高目及大目之间）
          - 系 Series（常用于鱼类）
            - 目 Order
              - 从目 Nanorder
                - 次目 Hypoorder
                  - 若目 Minorder
                    - 亚目 Suborder
                      - 下目 Infraorder
                        - 小目 Parvorder or Microorder
- 宏科 Gigafamily
  - 高科 Megafamily
    - 大科 Grandfamily
      - 上科 Hyperfamily
        - 总科 Superfamily
          - 领科 Epifamily
            - 系 Series（常用于鳞翅类）
              - 组 Group（常用于鳞翅类）
                - 科 Family
                  - 亚科 Subfamily
                    - 下科 Infrafamily
- 总族 Supertribe
  - 族 Tribe
    - 亚族 Subtribe
      - 下族 Infratribe
- 属 Genus
  - 亚属 Subgenus
    - 下屬 Infraspecific
- 组 Section 
  - 亚组 Subsection
- 种团 Superspecies or Species-group
  - 种 Species
    - 亚种 Subspecies
      - 變種 variety
      - 型 Form/Morph

以下的分类级别可用于纲之下、目之下、或科之下。此種分類常見於分類階層尚不夠明確的生物，例如恐龙。這些分類級別也常被直接以「演化支」（clade）通稱，以描述其確切分類位置的未定性。
- 总类 Superdivision
  - 类 Division
    - 亚类 Subdivision
      - 下类 Infradivision

## 屬以上級別學名之後綴
在屬以上級別的分類單元的學名通常由模式屬的詞幹加上一個標準的後綴所構成。後綴的選擇取決於分類單元傳統上所在的大類別，如下表所示：
| 分類單元 | 植物     | 藻類      | 真菌       | 原核生物 | 動物   |
| -------- | -------- | --------- | ---------- | -------- | ------ |
| 門       | -phyta   | -phyta    | -mycota    |          |        |
| 亞門     | -phytina | -phytina  | -mycotina  |          |        |
| 綱       | -opsida  | -phyceae  | -mycetes   |          |        |
| 亞綱     | -idae    | -phycidae | -mycetidae |          |        |
| 總目     | -anae    | -anae     | -anae      | -anae    |        |
| 目       | -ales    | -ales     | -ales      | -ales    |        |
| 亞目     | -ineae   | -ineae    | -ineae     | -ineae   |        |
| 下目     | -aria    | -aria     | -aria      | -aria    |        |
| 總科     | -acea    | -acea     | -acea      | -acea    | -oidea |
| 科       | -aceae   | -aceae    | -aceae     | -aceae   | -idae  |
| 亞科     | -oideae  | -oideae   | -oideae    | -oideae  | -inae  |
| 族       | -eae     | -eae      | -eae       | -eae     | -ini   |
| 亞族     | -inae    | -inae     | -inae      | -inae    | -ina   |

注意：
- 拉丁文的詞幹可能並不能從主格的詞直接推斷出來，比如Homo（人屬）的詞根爲homin-，而非hom-，因此人科不是Homidae而是Hominidae。
- 對於動物，標準的詞尾只上推到總科（《國際動物命名法規》(ICZN)中的27.2）。
- 對於原核生物，標準詞尾上推到目（目前總目等級沒有應用），詞尾同植物、藻類、真菌。

## 外部連結
- （英文）PhyloCode
- （英文）NCBI分類 （页面存档备份，存于）
- （英文）國際動物命名法規
- （英文）國際植物命名法規，2000年聖路易斯 （页面存档备份，存于）
- 《細菌名稱》